# アデレード・アン・プロクター
アデレード・アン・プロクター（英: Adelaide Anne Procter、1825年10月30日 - 1864年2月2日）は、イギリスの詩人であり、慈善事業家である。傑出して失業した女性やホームレスのために働き、また積極的にフェミニストの集団や新聞と関わった。結婚はしておらず、その詩の幾つかからはレズビアンではないかと推測させるものもある。おそらくその慈善行為のために健康を害し、38歳で結核のために亡くなった。
文学活動は10代のときに始めていた。その詩はおもにチャールズ・ディケンズの発行した定期刊行物『ハウスホールド・ワーズ』や『オール・ザ・イヤー・ラウンド』に掲載し、後には本の形で出版した。その慈善行為とローマ・カトリック教会への改宗がその詩に強く影響しているように見られ、家が無いこと、貧困および売春婦のような題材を扱うのが普通だった。
プロクターはビクトリア女王から気に入られた詩人だった。19世紀にはその詩集が版を重ねた。詩人のコベントリー・パットモアはアルフレッド・テニスンに次いで当時最も人気の高かった詩人と呼んだ。その詩は曲を付けられて讃美歌とされ、イングランドは元よりアメリカ合衆国やドイツでも出版された。しかし20世紀初期までにその評判は消えていき、現代の批評家はその作品にほとんど関心を寄せていない。それでもその作品に注目する者は重要であると論じており、それはビクトリア期の女性がどのように抑圧された感情を表現したかについて、明かしていることが一部評価されたものである。

## 生涯
プロクターは1825年10月30日、ロンドンのブルームスベリーにあるベッドフォード・スクエア25で生まれた。父も詩人のブライアン・ウォラー・プロクター（1787年-1874年）、母はアン（旧姓スケッパー）だった。家族は文学関連の交友が深かった。小説家のエリザベス・ギャスケルはプロクター家を訪問するのを楽しみにしていた。父のブライアンは詩人のリー・ハント、随筆家のチャールズ・ラム、小説家のチャールズ・ディケンズとは友人だった。また詩人のウィリアム・ワーズワースや批評家のウィリアム・ヘイズリットとも知り合いだった。家族の友人であるベッシー・レイナー・ベロックは、1895年に「文学者を自負する者ならだれでもこの家に出はいりしていた。ケンブル家、マクレディ家、ロセッティ家、ディケンズ家、サッカレー家は、正確には訪問者ではなかったが、その場所に属していた」と記している。著作家で女優のファニー・ケンブルは、若いプロクターが「詩人の子供、そして詩人に見える...そのような小さな子供には超自然的に思索深く陰気な表情がある」と記した。
ディケンズはプロクターの頭の回転の速さを大いに称賛していた。その証言によると、若いプロクターはその注意を向けた題材を苦も無くマスターした。
| 「 | 彼女がまだ幼い子供のとき、ユークリッドの問題の幾つかを容易に学んだ。大きくなると、フランス語、イタリア語、ドイツ語を習得し、...フォルテピアノと...絵画を習得した。しかし、学問のある分野を完全に征服するやいなや、それに関する興味を失い、別のものに関心を向けるのが彼女のやり方だった。 | 」 |

貪欲な読書家であるプロクターはほとんど独学だったが1850年にはハーレー通りのクイーンズ・カレッジで学んだ 。このカレッジは1848年に、キリスト教社会主義者のフレデリック・モーリスによって設立されたばかりだった。教授陣には小説家のチャールズ・キングスレー、作曲家のジョン・フラー、著作家のヘンリー・ボーリーがいた。
プロクターは早い頃から詩への愛着を示し、ほんの小さな「他の少女なら人形を抱いていたようなまだ字も書けないときに、母が彼女のお気に入りの文句を写しとった小さなアルバムを」持っていた。10代の時に最初の詩集を出版し、詩の1つ『世話をする天使』は1843年に（18歳）に『ヒースの美の本』に掲載された。1853年、ディケンズの定期刊行物『ハウスホールド・ワーズ』に「メアリー・バーウィック」という筆名で作品を投稿し、父がディケンズの友達であるという関係よりも、彼女自身の力で作品が判断されることを期待していた。ディケンズは翌年までバーウィックが誰であるかを知らなかった。その詩の掲載でディケンズの定期刊行物との長い付き合いが始まった。全体では『ハウスホールド・ワーズ』に73編、『オール・ザ・イヤー・ラウンド』に7編の詩を掲載し、その大半は1858年の『伝説と抒情詩』と題する最初の2巻本の詩集に集録された。『良い言葉』と『コーンヒル』と題した詩集も出版した。詩を書くことと同時に新聞『ビクトリア政権』を編集し、「明らかなフェミニストの出版事業」である「ビクトリア・プレス」の傑作になった。
1851年、プロクターはローマ・カトリック教徒に改宗した。その改宗に続いて、幾つかの慈善事業やフェミニストの運動に極めて積極的に関わるようになった。ランガム・プレース・グループの会員となり、女性の条件の改善に取り組み、フェミニストのベッシー・レイナー・パークス（後のベッシー・レイナー・ベロック）、バーバラ・リー・スミス（後のバーバラ・ボディション）と親しくなった。1858年には「イギリス女性の新聞」創刊に貢献し、1859年には女性雇用促進協会を支援した。どちらも女性の経済と雇用の機会を拡大することに力を注いでいた。新聞では多くの会員の中の1人に過ぎなかったが、フェローの1人ジェシー・ブーシェレット」は彼女のことを、協会を「活気づける精神」だと考えていた。1861年、3番目の詩集『詩の花飾り』は、1860年にイーストエンドのプロビデンス街で設立されていた、カトリック教会女性と子供のための夜の逃避所のために出版された。
1858年、友人のウィリアム・メイクピース・サッカレーがその娘に宛てた手紙に拠れば、プロクターは婚約していた。そのフィアンセが誰かは不明のままであり、結婚の計画は実現しなかった。ドイツの伝記作者フェルディナンド・ヤンクに拠れば、婚約は数年間続いたが、フィアンセの方から破談になった。批評家のジル・グレゴリーは、プロクターがレズビアンである可能性があり、女性雇用促進協会の会員であるマティルダ・ヘイズを愛していたと暗示していた。別の批評家はプロクターのヘイズとの関係が「感情的に激しかった」と言っていた。最初の詩集『伝説と抒情詩』はヘイズに献呈され、同年に『M.M.Hに』と題する詩を書き、その中でヘイズに対する愛を表明し...（ヘイズは）小説家で、ジョルジュ・サンドの翻訳家であり、議論の多い人物であり...男装し、1850年代初期にはローマで彫刻家のハリエット・ホスマーと同棲していた」と書いていた。幾人かの男性がプロクターに興味を示したが、結婚することは無かった。
プロクターは1862年に病気になった。ディケンズ達は、その病気が彼女の精力的な慈善活動のためであると言っており、「彼女の体力を不当なくらい消耗させたように思われる」と言っていた。ウスターシャーのマルバーンで水治療法によってその健康を回復させようとしたが、失敗した。1864年2月3日、プロクターはほぼ1年間病床にあった後に結核で亡くなった。その死は新聞に「国民的な厄災」と表現された。遺骸はケンゼル・グリーン墓地に埋葬された。

## 文学の経歴
プロクターの詩はその信仰心と慈善事業に強く影響されていた。ホームレス、貧困および売春婦の女性が主題になることが多かった。その詩集の前書きでは、貧乏人が生活する状態の惨めさが強調された。「ホームレスの貧しさ」と題された詩は次のようになっていた。
| In that very street, at that same hour, In the bitter air and drifting sleet, Crouching in a doorway was a mother, With her children shuddering at her feet. She was silent – who would hear her pleading? Men and beasts were housed – but she must stay Houseless in the great and pitiless city, Till the dawning of the winter day. (51–58) | まさにその通りで、同じ時刻に 無情の大気と霙が吹き寄せる中で 戸口に屈んでいるのは母であり その足元で震えているのは子供たちだった 彼女は沈黙していた。誰が彼女の願いを聞き入れるだろう？ 男と野獣は家の中に居るが、彼女は この大きな慈悲の無い町で家も無いままである 冬の日が明けるまで |

プロクターのカトリック信仰もそのイメージと象徴の選択に影響した。聖処女マリアに言及することが多く、例えば「天の命令がビクトリア期の性理論の権力構造を批判する可能性に世俗とプロテスタントの読者を誘導する」と言っていた。
戦争についても幾つかの詩を書いた。この主題で『ハウスホールド・ワーズ』に掲載された詩の大半はプロクターが創作したものだった。ただし直接この主題を扱うことは稀であり、戦争を「背景に置き、言葉で表すよりも何かを暗示させる」やり方を好んだ。これらの詩は概して「階級区分で分裂した国を統一できるかもしれない」何かとして紛争を描いている。
批評家のジル・グレゴリーに拠れば、フェリシア・ヒーマンズやレティシア・エリザベス・ランドンのような当時の女流詩人とは異なり、プロクターは「詩人、特に女流詩人と名声に到達することを悲しませる問題をあからさまに考えようとはしていなかった」としている。その代わりに主に労働者階級、特に労働者階級の女性に関心を寄せ、「十分に表現ができていない女性の敵対者の感情を」心配していた。プロクターの作品はヴィクトリア期の美的な感傷を具体化することが多かったが、フランシス・オゴーマンに拠れば、「特別の強さ」をもってそうしていた。プロクターは単純化することなく感情を表し、「複雑化とニュアンスに対して...（緊張した）感情エネルギーを」保っていた。その言葉遣いは単純であり、誤解されたり、誤って解釈されたりする恐ろしい恐怖を友達に表明していた。またその詩は「表現の単純さ、直截さ、鮮明さ」が特徴となっている。

### 評価
プロクターは19世紀半ばに「とてつもない人気」があった。ビクトリア女王のお気に入り詩人であり、コベントリー・パットモアは、アルフレッド・テニスンを除けば、他のどの詩人よりもその作品に大きな需要があったと述べていた。読者はその詩に表現の平明さに価値があるとしたが、「思想的にそれほど独創性は無い、（その長所は）『心に思うままの』発言であり、その充足感が溢れ出てくる」と考えた。プロクター自身その作品について大きな大望を表明していない。その友人のベッシー・レイナー・ベロックは、詩人としての評判が父のものを越えたことを苦痛に感じていたと考え、「パパは詩人である。私はただ詩を書いているだけだ」と言ったことを引用している。
プロクターはその死後も人気が続いた。『伝説と抒情詩』の第1巻は1881年までに19版を重ね、第2巻も同年までに14版が刷られた。その詩の多くは讃美歌になり、あるいは別の形で曲を付けられた。その中に『失われた和音』があり、アーサー・サリヴァンが1877年に曲を付けた。この歌は1870年代と1880年代に、イギリスとアメリカ合衆国の双方で、商業的に最も成功したものとなった。その作品はアメリカ合衆国でも出版され、ドイツ語に翻訳された。1938年にはその評判が落ちていたので、教科書にはその詩について「愚かで、些末で、対象とするに当たらない」と書かれているだけだった。チェリ・ラーセン・ホークリー、キャサリン・ヒコック、ナタリー・ジョイ・ウッドールのような批評家は、プロクターの評判が落ちたことは、少なくともチャールズ・ディケンズが彼女を「模範的中流家庭の天使」であり、「活動的なフェミニストや強い詩人」というよりも、「もろく謙譲な聖人」と性格付けしたことが一部の要因であると主張している。エマ・メイソンは、ディケンズのプロクターに関する表現が彼女における「近代的興味を消し去った」が、レティシア・ランドンのような女性の研究と混同させた私的生活について、終わりの無い種の推測から救ってもきた」と論じている。
現代の批評家はプロクターの作品にほとんど注意を向けていなかった。その詩を検討した数少ない批評家は概して、彼女があからさまに当時の感情を表現し、こっそりとその効果を弱めている方法で重要だと言っている。イソベル・アームストロングに拠れば、プロクターの詩は19世紀女流詩人の多くと同様に、当時の考え方と表現法を、必ずしも全体の中に取り込むことなく使っているとしている。フランシス・オゴーマンは、『伝説と抒情詩』を、「性の政治の構造との二重関係を確認するように見える」種類の詩の例として挙げている。アームストロング以降の他の批評家は、プロクターの詩が表面では女性の様でありながら、抑圧された感情と願望の印を示していることに同意している。カースティ・ブレアはプロクターの作品における抑圧された感情が叙述詩をさらに強力なものにしていると述べ、ジル・グレゴリーは、プロクターの詩が慣習にとらわれない方法で女性の性を探検することが多く、ときには性的な願望について不安の声を上げていると論じている。エリザベス・グレイはプロクターの詩について主に性について焦点を当てているということにあまり議論が無い事実を批判し、「この啓蒙的な表現をするビクトリア期詩人の幅と形式的な独創力がまだほとんど探検されないままになっている」と論じている。

## 作品一覧
- 『貸し出す家』、短編小説、チャールズ・ディケンズ、エリザベス・ギャスケル、ウィルキー・コリンズとの共作
- 『伝説と抒情詩』、最初の詩集、1858年
- 『伝説と抒情詩』、第2の詩集、1861年
- 『詩の花飾り』、1862年
- 『幽霊屋敷』、短編小説、チャールズ・ディケンズ、エリザベス・ギャスケル、ウィルキー・コリンズ、ジョージ・サラ、ヘスバ・ストレットンとの共作